# Softbol nos Jogos Olímpicos de Verão de 2020 - Qualificação
Este artigo detalha a fase de qualificação do softbol nos Jogos Olímpicos de Verão de 2020. (As Olimpíadas foram adiadas para 2021 devido à pandemia de COVID-19). Seis equipes qualificaram para o torneio olímpico de softbol, incluindo o Japão, qualificado automaticamente como país-sede. Os Estados Unidos venceram o Campeonato Mundial de Softbol Feminino de 2018 para conseguir a vaga. As quatro vagas restantes foram alocadas através de três eventos de qualificação: uma vaga para o torneio Europa/África, uma para o torneio Ásia/Oceania e duas para o torneio das Américas. 

## Linha do tempo
| Evento                                         | Data                                 | Local   | Vagas | Qualificada     |
| ---------------------------------------------- | ------------------------------------ | ------- | ----- | --------------- |
| País-sede                                      | 3 de agosto de 20161                 | —       | 1     | Japão           |
| Campeonato Mundial de Softbol Feminino de 2018 | 2 a 12 de agosto de 2018             | Chiba   | 1     | Estados Unidos  |
| Evento de Qualificação da África/Europa        | 23 a 27 de julho de 2019             | Utrecht | 1     | Itália          |
| Evento de Qualificação das Américas            | 25 de agosto a 1 de setembro de 2019 | Surrey  | 2     | México · Canadá |
| Evento de Qualificação da Ásia/Oceania         | 24–29 September 2019                 | Xangai  | 1     | Austrália       |
| TOTAL                                          |                                      |         | 6     |                 |

1O Softbol foi incluído nas Olimpíadas 2020 durante a sessão do COI de 3 de agosto de 2016.

## Campeonato Mundial de Softbol Feminino de 2018
O Campeonato Mundial contou com 16 equipes qualificadas, com a vencedora conquistanto uma vaga de qualificação olímpica (entregue à vice-campeã, se o Japão vencer). Os Estados Unidos avançaram à final contra o Japão, que já estava qualificado, garantindo vaga olímpica.

### Equipes qualificadas
| Origem    | Vagas | Qualificada                                               |
| --------- | ----- | --------------------------------------------------------- |
| País-sede | 1     | Japão                                                     |
| Oceania   | 2     | Austrália · Nova Zelândia                                 |
| Europa    | 3     | Países Baixos · Itália · Grã-Bretanha                     |
| Américas  | 5     | Canadá · México · Porto Rico · Estados Unidos · Venezuela |
| Ásia      | 3     | Filipinas · Taipé Chinês · China                          |
| África    | 2     | Botsuana · África do Sul                                  |

#### Fase de grupos
Grupo A
| Equipe         | V | D | Desempenho | JA |
| -------------- | - | - | ---------- | -- |
| Estados Unidos | 7 | 0 | 1.000      | –  |
| Porto Rico     | 6 | 1 | .857       | 1  |
| México         | 5 | 2 | .714       | 2  |
| Países Baixos  | 3 | 4 | .429       | 4  |
| Taipé Chinês   | 3 | 4 | .429       | 4  |
| Nova Zelândia  | 2 | 5 | .286       | 5  |
| Filipinas      | 2 | 5 | .286       | 5  |
| África do Sul  | 0 | 7 | .000       | 7  |

Grupo B
| Equipe       | V | D | Desempenho | JA |
| ------------ | - | - | ---------- | -- |
| Japão        | 7 | 0 | 1.000      | –  |
| Austrália    | 5 | 2 | .714       | 2  |
| Canadá       | 5 | 2 | .714       | 2  |
| Itália       | 4 | 3 | .571       | 3  |
| China        | 4 | 3 | .571       | 3  |
| Grã-Bretanha | 2 | 5 | .286       | 5  |
| Venezuela    | 1 | 6 | .143       | 6  |
| Botsuana     | 0 | 7 | .000       | 7  |

#### Fase final
| 10 de agosto de 2018 | México | 1–0 (9) | Itália | Estádio ZOZO Marine, Chiba |

| 10 de agosto de 2018 | Canadá | 8–1 (5) | Países Baixos | Estádio ZOZO Marine, Chiba |

| 10 de agosto de 2018 | Estados Unidos | 3–1 | Austrália | Estádio ZOZO Marine, Chiba |

| 10 de agosto de 2018 | Japão | 7–0 (6) | Porto Rico | Estádio ZOZO Marine, Chiba |

| 11 de agosto de 2018 | Austrália | 2–1 (8) | México | Estádio ZOZO Marine, Chiba |

| 11 de agosto de 2018 | Porto Rico | 4–10 | Canadá | Estádio ZOZO Marine, Chiba |

### Fase das medalhas
|  | Semifinais | Semifinais     | Semifinais |   |    | Medalha de bronze | Medalha de bronze | Medalha de bronze |    |       | Medalha de ouro | Medalha de ouro | Medalha de ouro |
|  |            |                |            |   |    |                   |                   |                   |    |       |                 |                 |                 |
|  | W3         | Estados Unidos | 4(8)       |   |    |                   |                   |                   |    |       |                 |                 |                 |
|  | W4         | Japão          | 3          |   |    |                   |                   |                   |    |       | W8              | Estados Unidos  | 7(10)           |
|  |            |                |            |   | L8 | Japão             | 3                 |                   | W9 | Japão | 6               |                 |                 |
|  |            | W7             | Canadá     | 0 |    |                   |                   |                   |    |       |                 |                 |                 |
|  | W5         | Austrália      | 0(4)       |   |    |                   |                   |                   |    |       |                 |                 |                 |
|  | W6         | Canadá         | 12         |   |    |                   |                   |                   |    |       |                 |                 |                 |

## Evento de Qualificação Europa/África
Uma vaga foi entregue em um torneio combinado de qualificação continental para África e Europa, que foi realizado de 23 a 27 de julho de 2019. O torneio contou com oito equipes: as seis melhores do Campeonato Europeu de Softbol de 2019 e as duas melhores da Copa da África de Softbol de 2019. As equipes foram divididas em dois grupos, com as duas melhores de cada avançando à fase final. O sorteio foi realizado na sede da WBSC em Lausanne, Suíça, em 10 de julho de 2019.
Equipes qualificadas
| Origem | Vagas | Data               | Local                                 | Qualificada                                                        |
| ------ | ----- | ------------------ | ------------------------------------- | ------------------------------------------------------------------ |
| Europa | 6     | 6 de julho de 2019 | Campeonato Europeu de Softbol de 2019 | Países Baixos · Grã-Bretanha · Chéquia · Itália · Espanha · França |
| África | 2     | 12 de maio de 2019 | Copa da África de Softbol de 2019     | Botsuana · África do Sul                                           |

### Pré-Qualificação

#### Campeonato Europeu de Softbol de 2019
O campeonato foi realizado de 30 de junho a 6 de julho de 2019.
Participantes
<div class="div-col columns column-count column-count-
- Bélgica
- Chéquia
- França
- Lituânia
- Eslováquia
- Suécia
- Áustria
- Israel
- Itália
- Espanha
- Turquia
- Ucrânia
- Dinamarca
- Hungria
- Irlanda
- Países Baixos
- Polônia
- Rússia
- Croácia
- Alemanha
- Grã-Bretanha
- Grécia
- Suíça" style="-moz-column-count:

- Bélgica
- Chéquia
- França
- Lituânia
- Eslováquia
- Suécia
- Áustria
- Israel
- Itália
- Espanha
- Turquia
- Ucrânia
- Dinamarca
- Hungria
- Irlanda
- Países Baixos
- Polônia
- Rússia
- Croácia
- Alemanha
- Grã-Bretanha
- Grécia
- Suíça

-webkit-column-count
- Bélgica
- Chéquia
- França
- Lituânia
- Eslováquia
- Suécia
- Áustria
- Israel
- Itália
- Espanha
- Turquia
- Ucrânia
- Dinamarca
- Hungria
- Irlanda
- Países Baixos
- Polônia
- Rússia
- Croácia
- Alemanha
- Grã-Bretanha
- Grécia
- Suíça

column-count
- Bélgica
- Chéquia
- França
- Lituânia
- Eslováquia
- Suécia
- Áustria
- Israel
- Itália
- Espanha
- Turquia
- Ucrânia
- Dinamarca
- Hungria
- Irlanda
- Países Baixos
- Polônia
- Rússia
- Croácia
- Alemanha
- Grã-Bretanha
- Grécia
- Suíça

">
- Bélgica
- Chéquia
- França
- Lituânia
- Eslováquia
- Suécia
- Áustria
- Israel
- Itália
- Espanha
- Turquia
- Ucrânia
- Dinamarca
- Hungria
- Irlanda
- Países Baixos
- Polônia
- Rússia
- Croácia
- Alemanha
- Grã-Bretanha
- Grécia
- Suíça

Classificação final
| #                             | Equipes       | Resultado |                                                        |
| ----------------------------- | ------------- | --------- | ------------------------------------------------------ |
|                               | Itália        | 11–1      | Qualificada para o Qualificatório Final África/Europa. |
|                               | Países Baixos | 11–1      | Qualificada para o Qualificatório Final África/Europa. |
|                               | Grã-Bretanha  | 9–2       | Qualificada para o Qualificatório Final África/Europa. |
| 4                             | Chéquia       | 8–4       | Qualificada para o Qualificatório Final África/Europa. |
| 5                             | Espanha       | 6–5       | Qualificada para o Qualificatório Final África/Europa. |
| 6                             | França        | 5–6       | Qualificada para o Qualificatório Final África/Europa. |
| Eliminada antes da fase final |               |           |                                                        |
| 7                             | Grécia        | 4–4       |                                                        |
| 8                             | Irlanda       | 4–5       |                                                        |
| Eliminada na fase preliminar  |               |           |                                                        |
| 9                             | Israel        | 7–2       |                                                        |
| 10                            | Alemanha      | 3–3       |                                                        |
| 11                            | Rússia        | 6–3       |                                                        |
| 12                            | Polônia       | 4–5       |                                                        |
| 13                            | Áustria       | 5–4       |                                                        |
| 14                            | Bélgica       | 4–5       |                                                        |
| 15                            | Suécia        | 3–6       |                                                        |
| 16                            | Suíça         | 1–7       |                                                        |
| Eliminada na fase preliminar  |               |           |                                                        |
| 17                            | Croácia       | 6–4       |                                                        |
| 18                            | Ucrânia       | 5–5       |                                                        |
| 19                            | Eslováquia    | 4–6       |                                                        |
| 20                            | Dinamarca     | 3–7       |                                                        |
| 21                            | Lituânia      | 2–8       |                                                        |
| 22                            | Hungria       | 1–9       |                                                        |
| 23                            | Turquia       | 0–10      |                                                        |

#### Copa da África de Softbol de 2019
A Copa da África de Softbol de 2019 foi realizada de 9 a 12 de maio de 2019 na África do Sul.
Participantes
<div class="div-col columns column-count column-count-
- Botsuana
- Quênia
- [[Seleção Predefinição:Seleção/LES de Softbol Feminino |Predefinição:Seleção/LES]]
- Nigéria
- África do Sul
- [[Seleção Predefinição:Seleção/TAN de Softbol Feminino |Predefinição:Seleção/TAN]]
- Uganda
- Zimbábue" style="-moz-column-count:
- Botsuana
- Quênia
- [[Seleção Predefinição:Seleção/LES de Softbol Feminino |Predefinição:Seleção/LES]]
- Nigéria
- África do Sul
- [[Seleção Predefinição:Seleção/TAN de Softbol Feminino |Predefinição:Seleção/TAN]]
- Uganda
- Zimbábue

-webkit-column-count
- Botsuana
- Quênia
- [[Seleção Predefinição:Seleção/LES de Softbol Feminino |Predefinição:Seleção/LES]]
- Nigéria
- África do Sul
- [[Seleção Predefinição:Seleção/TAN de Softbol Feminino |Predefinição:Seleção/TAN]]
- Uganda
- Zimbábue

column-count
- Botsuana
- Quênia
- [[Seleção Predefinição:Seleção/LES de Softbol Feminino |Predefinição:Seleção/LES]]
- Nigéria
- África do Sul
- [[Seleção Predefinição:Seleção/TAN de Softbol Feminino |Predefinição:Seleção/TAN]]
- Uganda
- Zimbábue

">
Classificação final
| #  | Equipes       |                                                       |
| -- | ------------- | ----------------------------------------------------- |
| 1  | Botsuana      | Qualificada para o Qualificatório Final África/Europa |
| 2  | África do Sul | Qualificada para o Qualificatório Final África/Europa |
| 3  | Uganda}       |                                                       |
| 4  | Nigéria       |                                                       |
| ?? | Lesoto        |                                                       |
| ?? | Tanzânia      |                                                       |
| ?? | Quênia        |                                                       |
| ?? | Zimbábue      |                                                       |

### Qualificatório Final África/Europa
Grupo A
| Equipe                              | J | V | D | Desempenho |                               |
| ----------------------------------- | - | - | - | ---------- | ----------------------------- |
| Grã-Bretanha                        | 3 | 3 | 0 | 1.000      | Qualificada para a fase final |
| Países Baixos (S) (cabeça-de-chave) | 3 | 2 | 1 | .667       | Qualificada para a fase final |
| Espanha                             | 3 | 1 | 2 | .333       |                               |
| África do Sul                       | 3 | 0 | 3 | .000       |                               |

| 23 de julho de 2019 | Grã-Bretanha | 9–2 (6) Ficha | Espanha | Sportpark de Paperclip, Utrecht Público: 100 |

| 23 de julho de 2019 | Países Baixos | 11–1 (4) Ficha | África do Sul | Sportpark de Paperclip, Utrecht Público: 1,900 |

| 24 de julho de 2019 | Grã-Bretanha | 15–0 (3) Ficha | África do Sul | Sportpark de Paperclip, Utrecht Público: 138 |

| 24 de julho de 2019 | Países Baixos | 7–0 (5) Ficha | Espanha | Sportpark de Paperclip, Utrecht Público: 1,900 |

| 25 de julho de 2019 | África do Sul | 0–5 Ficha | Espanha | Sportpark de Paperclip, Utrecht Público: 94 |

| 25 de julho de 2019 | Países Baixos | 2–5 Ficha | Grã-Bretanha | Sportpark de Paperclip, Utrecht Público: 1,807 |

Grupo B
| Equipe                   | J | V | D | Desempenho |                               |
| ------------------------ | - | - | - | ---------- | ----------------------------- |
| Itália (cabeça-de-chave) | 3 | 3 | 0 | 1.000      | Qualificada para a fase final |
| Chéquia                  | 3 | 2 | 1 | .666       | Qualificada para a fase final |
| França                   | 3 | 1 | 2 | .333       |                               |
| Botsuana                 | 3 | 0 | 3 | .000       |                               |

| 23 de julho de 2019 | Itália | 7–0 (5) Ficha | Botsuana | Sportpark de Paperclip, Utrecht Público: 250 |

| 23 de julho de 2019 | Chéquia | 6–1 Ficha | França | Sportpark de Paperclip, Utrecht Público: 300 |

| 24 de julho de 2019 | Botsuana | 2–11 (5) Ficha | França | Sportpark de Paperclip, Utrecht Público: 92 |

| 24 de julho de 2019 | Itália | 2–0 Ficha | Chéquia | Sportpark de Paperclip, Utrecht Público: 500 |

| 25 de julho de 2019 | França | 1–5 Ficha | Itália | Sportpark de Paperclip, Utrecht Público: 63 |

| 25 de julho de 2019 | Chéquia | 12–0 (4) Ficha | Botsuana | Sportpark de Paperclip, Utrecht Público: 140 |

#### Fase final
| Equipe        | J | V | D | Desempenho |                                     |
| ------------- | - | - | - | ---------- | ----------------------------------- |
| Itália        | 3 | 3 | 0 | 1.000      | Qualificada para as Olimpíadas 2020 |
| Grã-Bretanha  | 3 | 2 | 1 | .667       |                                     |
| Países Baixos | 3 | 1 | 2 | .333       |                                     |
| Chéquia       | 3 | 0 | 3 | .000       |                                     |

| 26 de julho de 2019 | Predefinição:Sbw-rt | 2–4 Ficha | Predefinição:Sbw | Sportpark de Paperclip, Utrecht |

| 26 de julho de 2019 | Países Baixos | 4–7 Ficha | Itália | Sportpark de Paperclip, Utrecht |

| 27 de julho de 2019 | Países Baixos | 7–0 (5) Ficha | Chéquia | Sportpark de Paperclip, Utrecht |

| 27 de julho de 2019 | Grã-Bretanha | 0–5 Ficha | Itália | Sportpark de Paperclip, Utrecht |

#### Classificação final
| # | Equipes       | Resultado |                                     |
| - | ------------- | --------- | ----------------------------------- |
| 1 | Itália        | 5–0       | Qualificada para as Olimpíadas 2020 |
| 2 | Grã-Bretanha  | 4–1       |                                     |
| 3 | Países Baixos | 3–2       |                                     |
| 4 | Chéquia       | 2–3       |                                     |
|   |               |           |                                     |
| 5 | França        | 1–2       | Eliminada antes da fase final       |
| 6 | Espanha       | 1–2       | Eliminada antes da fase final       |
| 7 | África do Sul | 0–3       | Eliminada antes da fase final       |
| 8 | Botsuana      | 0–3       | Eliminada antes da fase final       |

## Evento de Qualificação da Ásia/Oceania
Uma vaga foi entregue no torneio combinado de qualificação continental da Ásia e Oceania, que foi realizado de 24 a 29 de setembro de 2019, em Xangai, China. O torneio teve oito equipes: as seis melhores do Campeonato Asiático de Softbol de 2019 e as duas melhores do Campeonato da Oceania de Softbol de 2019. As equipes foram divididas em dois grupos, com as duas melhores de cada avançando à fase final. O sorteio foi realizado na sede da WBSC em Lausanne, Suíça, em 10 de julho de 2019.
Equipes qualificadas
Campeonato Asiático de Softol de 2019
<div class="div-col columns column-count column-count-
- China (sede)
- Coreia do Sul
- Filipinas
- Hong Kong
- Indonésia
- Taipé Chinês" style="-moz-column-count:
- China (sede)
- Coreia do Sul
- Filipinas
- Hong Kong
- Indonésia
- Taipé Chinês

-webkit-column-count
- China (sede)
- Coreia do Sul
- Filipinas
- Hong Kong
- Indonésia
- Taipé Chinês

column-count
- China (sede)
- Coreia do Sul
- Filipinas
- Hong Kong
- Indonésia
- Taipé Chinês

">
- China (sede)
- Coreia do Sul
- Filipinas
- Hong Kong
- Indonésia
- Taipé Chinês

Campeonato da Oceania de Softbol de 2019
<div class="div-col columns column-count column-count-
- Austrália
- Nova Zelândia" style="-moz-column-count:
- Austrália
- Nova Zelândia

-webkit-column-count
- Austrália
- Nova Zelândia

column-count
- Austrália
- Nova Zelândia

">
- Austrália
- Nova Zelândia

### Qualificatório Final Ásia-Oceania
Grupo A
| Equipe                      | J | V | D | Desempenho |                               |
| --------------------------- | - | - | - | ---------- | ----------------------------- |
| China (S) (Cabeça-de-chave) | 3 | 3 | 0 | 1.000      | Qualificada para a fase final |
| Filipinas                   | 3 | 2 | 1 | 0.667      | Qualificada para a fase final |
| Nova Zelândia               | 3 | 1 | 2 | 0.333      |                               |
| Coreia do Sul               | 3 | 0 | 3 | 0.000      |                               |

| 24 de setembro de 2019 | Nova Zelândia | 3–8 | China |  |

| 24 de setembro de 2019 | Filipinas | 10 – 1 (6) | Coreia do Sul |  |

| 25 de setembro de 2019 | Coreia do Sul | 1–5 | Nova Zelândia |  |

| 25 de setembro de 2019 | China | 8–3 | Filipinas |  |

| 26 de setembro de 2019 | Filipinas | 1 – 0 (8) | Nova Zelândia |  |

| 26 de setembro de 2019 | China | 2–1 | Coreia do Sul |  |

Grupo B
| Equipe                         | J | V | D | Desempenho |                               |
| ------------------------------ | - | - | - | ---------- | ----------------------------- |
| Austrália                      | 3 | 3 | 0 | 1.000      | Qualificada para a fase final |
| Taipé Chinês (Cabeça-de-chave) | 3 | 2 | 1 | 0.667      | Qualificada para a fase final |
| Hong Kong                      | 3 | 1 | 2 | 0.333      |                               |
| Indonésia                      | 3 | 0 | 3 | 0.000      |                               |

| 24 de setembro de 2019 | Indonésia | 5 – 6 (8) | Hong Kong |  |

| 24 de setembro de 2019 | Austrália | 5–1 | Taipé Chinês |  |

| 25 de setembro de 2019 | Indonésia | 0 – 8 (5) | Austrália |  |

| 25 de setembro de 2019 | Taipé Chinês | 0 – 7 (5) | Hong Kong |  |

| 26 de setembro de 2019 | Taipé Chinês | 13 – 0 (6) | Indonésia |  |

| 26 de setembro de 2019 | Hong Kong | 0 – 8 (5) | Austrália |  |

#### Fase final
| Equipe       | J | V | D | Desempenho |                                     |
| ------------ | - | - | - | ---------- | ----------------------------------- |
| Austrália    | 3 | 3 | 0 | 1.000      | Qualificada para as Olimpíadas 2020 |
| Taipé Chinês | 3 | 2 | 1 | 0.667      |                                     |
| China        | 3 | 1 | 2 | 0.333      |                                     |
| Filipinas    | 3 | 0 | 3 | 0.000      |                                     |

| 27 de setembro de 2019 | Taipé Chinês | 9–3 | China |  |

| 27 de setembro de 2019 | Filipinas | 0 – 7 (6) | Austrália |  |

| 28 de setembro de 2019 | Filipinas | 0–5 | Taipé Chinês |  |

| 28 de setembro de 2019 | China | 3–9 | Austrália |  |

#### Classificação final
| #                              | Equipes       | Resultado |                                     |
| ------------------------------ | ------------- | --------- | ----------------------------------- |
| 1                              | Austrália     | 5–0       | Qualificada para as Olimpíadas 2020 |
| 2                              | Taipé Chinês  | 4–1       |                                     |
| 3                              | China         | 3–2       |                                     |
| 4                              | Filipinas     | 2–3       |                                     |
| Eliminadas antes da fase final |               |           |                                     |
| 5                              | Nova Zelândia | 1–2       |                                     |
| 6                              | Hong Kong     | 1–2       |                                     |
| 7                              | Coreia do Sul | 0–3       |                                     |
| 8                              | Indonésia     | 0–3       |                                     |

## Evento de Qualificação das Américas
Duas vagas foram alocadas aos dois primeiros colocados do Evento de Qualificação das Américas, que foi realizado de 25 de agosto a 1 de setembro de 2019 em Surrey, Canadá. A competição consistiu em doze equipes divididas em dois grupos. As três melhores equipes de cada grupo avançaram à fase final. A vencedora e a vice-campeã da fase final qualificaram para as Olimpíadas. A qualificação para o evento foi determinada pelas posições no Campeonato Pan-Americano de 2019. O sorteio foi realizado em 29 de abril na sede da WBSC em Lausanne, Suíça. Argentina e Ilhas Virgens Britânicas desistiram da competição.
Participantes
<div class="div-col columns column-count column-count-
- Argentina (cabeça-de-chave)
- Bahamas
- Brasil
- Canadá (S) (cabeça-de-chave)
- Cuba
- Guatemala
- Ilhas Virgens Britânicas (desistiu)
- México (cabeça-de-chave)
- Peru
- Porto Rico (cabeça-de-chave)
- República Dominicana
- Venezuela (cabeça-de-chave)" style="-moz-column-count:
- Argentina (cabeça-de-chave)
- Bahamas
- Brasil
- Canadá (S) (cabeça-de-chave)
- Cuba
- Guatemala
- Ilhas Virgens Britânicas (desistiu)
- México (cabeça-de-chave)
- Peru
- Porto Rico (cabeça-de-chave)
- República Dominicana
- Venezuela (cabeça-de-chave)

-webkit-column-count
- Argentina (cabeça-de-chave)
- Bahamas
- Brasil
- Canadá (S) (cabeça-de-chave)
- Cuba
- Guatemala
- Ilhas Virgens Britânicas (desistiu)
- México (cabeça-de-chave)
- Peru
- Porto Rico (cabeça-de-chave)
- República Dominicana
- Venezuela (cabeça-de-chave)

column-count
- Argentina (cabeça-de-chave)
- Bahamas
- Brasil
- Canadá (S) (cabeça-de-chave)
- Cuba
- Guatemala
- Ilhas Virgens Britânicas (desistiu)
- México (cabeça-de-chave)
- Peru
- Porto Rico (cabeça-de-chave)
- República Dominicana
- Venezuela (cabeça-de-chave)

">
- Argentina (cabeça-de-chave)
- Bahamas
- Brasil
- Canadá (S) (cabeça-de-chave)
- Cuba
- Guatemala
- Ilhas Virgens Britânicas (desistiu)
- México (cabeça-de-chave)
- Peru
- Porto Rico (cabeça-de-chave)
- República Dominicana
- Venezuela (cabeça-de-chave)

### Fase de grupos
Grupo A
| # | Equipe                           | J | V | D | Desempenho |                               |
| - | -------------------------------- | - | - | - | ---------- | ----------------------------- |
| 1 | Canadá (H,Q) (cabeça-de-chave)   | 5 | 5 | 0 | 1.000      | Qualificado para a fase final |
| 2 | Porto Rico (Q) (cabeça-de-chave) | 5 | 4 | 1 | 0.800      | Qualificado para a fase final |
| 3 | Cuba (Q)                         | 5 | 3 | 2 | 0.600      | Qualificado para a fase final |
| 4 | Guatemala                        | 5 | 2 | 3 | 0.400      |                               |
| 5 | Bahamas                          | 5 | 1 | 4 | 0.200      |                               |
|   | Argentina                        | 5 | 0 | 5 | 0.000      | Desistiu                      |

| 25 de agosto de 2019 | Argentina | 0–7 FF | Porto Rico |  |

| 25 de agosto de 2019 | Guatemala | 9–4 Ficha | Bahamas | Campo 2 Público: 200 |

| 25 de agosto de 2019 | Cuba | 0–17 (3) Ficha | Canadá | Campo 1 Público: 237 |

| 26 de agosto de 2019 | Argentina | 0–7 FF | Canadá |  |

| 26 de agosto de 2019 | Porto Rico | 13–0 (5) Ficha | Guatemala | Campo 2 Público: 250 |

| 26 de agosto de 2019 | Bahamas | 0–13 (4) Ficha | Cuba | Campo 1 Público: 660 |

| 27 de agosto de 2019 | Argentina | 0–7 FF | Cuba |  |

| 27 de agosto de 2019 | Canadá | 19–0 (4) Ficha | Guatemala | Campo 1 Público: 1,550 |

| 27 de agosto de 2019 | Porto Rico | 13–0 (4) Ficha | Bahamas | Campo 1 Público: 165 |

| 28 de agosto de 2019 | Bahamas | 7–0 FF | Argentina |  |

| 28 de agosto de 2019 | Cuba | 15–0 Ficha | Guatemala | Campo 1 Público: 190 |

| 28 de agosto de 2019 | Porto Rico | 0–3 Ficha | Canadá | Campo 1 Público: 3,300 |

| 29 de agosto de 2019 | Guatemala | 7–0 FF Ficha | Argentina |  |

| 29 de agosto de 2019 | Cuba | 0–10 (4) Ficha | Porto Rico | Campo 1 Público: 200 |

| 29 de agosto de 2019 | Canadá | 18–0 (4) Ficha | Bahamas | Campo 1 Público: 606 |

Grupo B
|   | Equipe                          | J | V | D | Desempenho |                               |
| - | ------------------------------- | - | - | - | ---------- | ----------------------------- |
| 1 | México (Q) (cabeça-de-chave)    | 5 | 5 | 0 | 1.000      | Qualificado para a fase final |
| 2 | Brasil (Q)                      | 5 | 4 | 1 | 0.800      | Qualificado para a fase final |
| 3 | Venezuela (Q) (cabeça-de-chave) | 5 | 3 | 2 | 0.600      | Qualificado para a fase final |
| 4 | Peru                            | 5 | 2 | 3 | 0.400      |                               |
| 5 | República Dominicana            | 5 | 1 | 4 | 0.200      |                               |
|   | Ilhas Virgens Britânicas        | 5 | 0 | 5 | 0.000      | Desistiu                      |

| 25 de agosto de 2019 | Ilhas Virgens Britânicas | 0–7 FF | Brasil |  |

| 25 de agosto de 2019 | Peru | 0–8 (5) Ficha | México | Campo 1 Público: 150 |

| 25 de agosto de 2019 | República Dominicana | 3–7 Ficha | Venezuela | Campo 1 Público: 250 |

| 26 de agosto de 2019 | Venezuela | 7–0 FF | Ilhas Virgens Britânicas |  |

| 26 de agosto de 2019 | Brasil | 5–0 Ficha | Peru | Campo 1 Público: 541 |

| 26 de agosto de 2019 | República Dominicana | 1–9 (5) Ficha | México | Campo 1 Público: 315 |

| 27 de agosto de 2019 | México | 7–0 FF | Ilhas Virgens Britânicas |  |

| 27 de agosto de 2019 | Venezuela | 1–2 Ficha | Brasil | Campo 1 Público: 200 |

| 27 de agosto de 2019 | República Dominicana | 1–6 Ficha | Peru | Campo 2 Público: 0 |

| 28 de agosto de 2019 | Peru | 7–0 FF | Ilhas Virgens Britânicas |  |

| 28 de agosto de 2019 | Brasil | 4–3 Ficha | República Dominicana | Campo 2 Público: 400 |

| 28 de agosto de 2019 | Venezuela | 0–7 (5) Ficha | México | Campo 1 Público: 600 |

| 29 de agosto de 2019 | Ilhas Virgens Britânicas | 0–7 FF Ficha | República Dominicana |  |

| 29 de agosto de 2019 | Peru | 0–1 Ficha | Venezuela | Campo 2 Público: 200 |

| 29 de agosto de 2019 | México | 10–0 Ficha | Brasil | Campo 1 Público: 170 |

Fase de classificação
As equipes que não atingiram a fase final disputaram partidas de classificação. A partida entre os sextos colocados foi cancelada devido à desistância Argentina e Ilhas Virgens Britânicas da competição. 

Disputa do 9º lugar
| 30 de agosto de 2019 | Bahamas | 0–16 (3) Ficha | República Dominicana | Campo 2 Público: 55 |

Disputa do 7º lugar
| 30 de agosto de 2019 | Guatemala | 6–0 Ficha | Peru | Campo 2 Público: 210 |

### Fase final
| Equipe         | J | V | D | Desempenho |                                     |
| -------------- | - | - | - | ---------- | ----------------------------------- |
| México (Q)     | 5 | 5 | 0 | 1.000      | Qualificada para as Olimpíadas 2020 |
| Canadá (Q)     | 5 | 4 | 1 | 0.800      | Qualificada para as Olimpíadas 2020 |
| Porto Rico (E) | 5 | 3 | 2 | 0.600      |                                     |
| Brasil (E)     | 5 | 2 | 3 | 0.400      |                                     |
| Cuba (E)       | 5 | 1 | 4 | 0.200      |                                     |
| Venezuela (E)  | 5 | 0 | 5 | 0          |                                     |

| 30 de agosto de 2019 | Porto Rico | 0–2 Ficha | México | Campo 1 Público: 454 |

| 30 de agosto de 2019 | Venezuela | 0–11 (4) Ficha | Canadá | Campo 1 Público: 770 |

| 30 de agosto de 2019 | Cuba | 5–6 (9) Ficha | Brasil | Campo 1 Público: 255 |

| 31 de agosto de 2019 | Canadá | 1–2 Ficha | México | Campo 1 Público: 3,961 |

| 31 de agosto de 2019 | Venezuela | 1–2 Ficha | Cuba | Campo 1 Público: 450 |

| 31 de agosto de 2019 | Porto Rico | 7–0 (5) Ficha | Brasil | Campo 1 Público: 427 |

| 1 de setembro de 2019 | Cuba | 0–7 (5) | México | Campo 1 |

| 1 de setembro de 2019 | Venezuela | 1–4 | Porto Rico | Campo 1 |

| 1 de setembro de 2019 | Brasil | 0–7 (5) | Canadá | Campo 1 |

### Classsificação final
| #                              | Equipes                  | Resultado |                                     |
| ------------------------------ | ------------------------ | --------- | ----------------------------------- |
| 1                              | México                   | 7–0       | Qualificada para as Olimpíadas 2020 |
| 2                              | Canadá                   | 6–1       | Qualificada para as Olimpíadas 2020 |
| 3                              | Porto Rico               | 5–2       |                                     |
| 4                              | Brasil                   | 4–3       |                                     |
| 5                              | Cuba                     | 3–4       |                                     |
| 6                              | Venezuela                | 2–5       |                                     |
| Eliminadas antes da fase final |                          |           |                                     |
| 7                              | Peru                     | 3–3       |                                     |
| 8                              | Guatemala                | 2–4       |                                     |
| 9                              | República Dominicana     | 2–4       |                                     |
| 10                             | Bahamas                  | 1–5       |                                     |
| Desistiram antes do torneio    |                          |           |                                     |
|                                | Ilhas Virgens Britânicas |           |                                     |
|                                | Argentina                |           |                                     |